# Сіяг Джамеґан (футбольний клуб)
Футбольний клуб Сіяг Джамеґан (перс. باشگاه فوتبال سیاه جامگان) — професіональний іранський футбольний клуб з міста Мешхед. Зараз команда виступає в Persian Gulf Pro League. У 2011 році клуб викупив ліцензю в клубу Голчин Робат Карім для участі в другому дивізіоні чемпіонату Ірану. Сілах Джамеган фактично є фарм-клубом Абумусалему, іикористовує аналогічні клубні кольори та спортивну форму.
28 квітня 2015 року вперше в своїй історії клуб здобув пцтівку до Persian Gulf Pro League.

## Історія

### Заснування
У серпні 2011 року Футбольний клуб «Сіах Жамеган Хорасан» було перезасновано в місті Мешхед та посів місце в Лізі 2 (третій дивізіон національного чемпіонату). В 2013 році «Сіах Жамеган» вийшов до Ліги Азадеган. Наступного року «Сіах Жамеган» посів друге місце в своїй групі посів друге місце в серії плей-оф. «Сіах Жамеган» поступився з рахунком 1:3 клубу Пайкан та втратив можливість вийти до елітного дивізіону національного чемпіонату.

### Успішні роки
У серпні 2014 року «Сіах Жамеган» оголосили, що вони викупили «Абумуслем» і будуть виступати в Лізі Азадеган під назвою та логотипом «Абумуслему», але пізніше це рішення було скасоване.

### Іранська Гульф Про Ліга
«Сіах Жамеган» провів прекрасний сезон 2014/15 року, за підсумками якого клуб вперше вийшов до Іранської Гульф Про Ліги. Вони також виступали в фіналі Ліги Азадеган, але поступилися «Фуладу Новіну» з рахунком 0:1.
30 липня 2015 року «Сіах Жамеган» поступився в своєму дебютному матчі Іранської Гульф Про Ліги проти тегеранського Естеґлалу з рахунком 0:2. Через чотири тури Расул Катібі подав у відставку з посади головного тренера клубу, його на цій посаді замінив Саїд Рамезані. За підсумками провального сезону клуб все ж зберіг прописку в вищому дивізіоні національного чемпіонату, завдяки перемозі в останньому турі з рахунком 2:0 над «Малаваном».

## Досягнення
- Ліга Азадеган
  - Чемпіон: 2014/15
  - Срібний призер: 2013/14

## Стадіон
«Тахті» — домашній стадіон клубу «Сіах Жамеган». Він здатен вмстити 15 000 уболівальників. Проте найважливіші матчі клуб проводить на стадіоні «Самен», який може вмістити 35 000 глядачів.

## Статистика виступів
| Сезон   | Ліга          | Місце | Кубок Хазфі  | Примітки   |
| ------- | ------------- | ----- | ------------ | ---------- |
| 2011/12 | 2-ий дивізіон |       | 1/8 фіналу   |            |
| 2012/13 | 2-ий дивізіон | 4-те  | Перший раунд | Підвищення |
| 2013/14 | Ліга Азадеган | 2-ге  | 4-ий раунд   |            |
| 2014/15 | Ліга Азадеган | 1-ше  | 4-ий раунд   | Підвищення |

## Відомі тренери
- Казем Гіяссян (вересень 2011)
- Армін Рахбар (жовтень 2011)
- Мохаммад Реза Мохаджері (жовтень 2011 – червень 2015)
- Расул Катібі (червень 2015 – серпень 2015)
- Саїд Рамазені (серпень 2015 – вересень 2015)
- Фархад Каземі (вересень 2015 – жовтень 2016)
- Ходадад Азізі (жовтень 2016 – )